# Baltiskt skogsfly
Baltiskt skogsfly, Xestia baltica, är en fjärilsart som först beskrevs av Kaarlo Johannes Valle 1840.  Baltiskt skogsfly ingår i släktet Xestia, och familjen nattflyn, Noctuidae.
Arten har tidigare förts till Xestia speciosa som har visat sig bestå av tre arter, Xestia speciosa (saknar svenskt namn), baltiskt skogsfly (Xestia baltica) och arktiskt fjällfly (Xestia arctica). Baltiskt skogsfly och Xestia speciosa skiljs  endast med DNA-undersökning då genitalierna är lika hos de båda arterna.  Xestia speciosa saknas i Sverige men förekommer i mellersta och södra Europa. Enligt den svenska rödlistan är baltiskt skogsfly nära hotad, NT, i Sverige. I Finland förs arterna fortfarande till Xestia speciosa och anses där ha en livskraftig, LC, population.